# Aveleda (Vila do Conde)
Aveleda is een plaats (freguesia) in de Portugese gemeente Vila do Conde en telt 1479 inwoners (2001).